# Pers-Jussy
Pers-Jussy és un municipi francès situat al departament de l'Alta Savoia i a la regió d'Alvèrnia-Roine-Alps. L'any 2007 tenia 2.473 habitants.

## Demografia

### Població
El 2007 la població de fet de Pers-Jussy era de 2.473 persones. Hi havia 899 famílies de les quals 181 eren unipersonals (75 homes vivint sols i 106 dones vivint soles), 251 parelles sense fills, 408 parelles amb fills i 59 famílies monoparentals amb fills.
La població ha evolucionat segons el següent gràfic:
Habitants censats

### Habitatges
El 2007 hi havia 1.068 habitatges, 917 eren l'habitatge principal de la família, 100 eren segones residències i 51 estaven desocupats. 950 eren cases i 111 eren apartaments. Dels 917 habitatges principals, 768 estaven ocupats pels seus propietaris, 119 estaven llogats i ocupats pels llogaters i 29 estaven cedits a títol gratuït; 4 tenien una cambra, 35 en tenien dues, 77 en tenien tres, 205 en tenien quatre i 596 en tenien cinc o més. 829 habitatges disposaven pel capbaix d'una plaça de pàrquing. A 286 habitatges hi havia un automòbil i a 596 n'hi havia dos o més.

### Piràmide de població
La piràmide de població per edats i sexe el 2009 era:
| Homes | Edats   | Dones |
| ----- | ------- | ----- |
| 0     | 95 o +  | 0     |
| 0     | 90 a 94 | 4     |
| 8     | 85 a 89 | 12    |
| 0     | 80 a 84 | 12    |
| 12    | 75 a 79 | 32    |
| 16    | 70 a 74 | 28    |
| 40    | 65 a 69 | 20    |
| 48    | 60 a 64 | 36    |
| 60    | 55 a 59 | 44    |
| 108   | 50 a 54 | 72    |
| 104   | 45 a 49 | 116   |
| 80    | 40 a 44 | 100   |
| 112   | 35 a 39 | 92    |
| 60    | 30 a 34 | 80    |
| 40    | 25 a 29 | 32    |
| 64    | 20 a 24 | 20    |
| 104   | 15 a 19 | 84    |
| 84    | 10 a 14 | 100   |
| 104   | 5 a 9   | 56    |
| 32    | 0 a 4   | 72    |

## Economia
El 2007 la població en edat de treballar era de 1.675 persones, 1.299 eren actives i 376 eren inactives. De les 1.299 persones actives 1.252 estaven ocupades (663 homes i 589 dones) i 47 estaven aturades (21 homes i 26 dones). De les 376 persones inactives 127 estaven jubilades, 139 estaven estudiant i 110 estaven classificades com a «altres inactius».

### Ingressos
El 2009 a Pers-Jussy hi havia 911 unitats fiscals que integraven 2.510,5 persones, la mediana anual d'ingressos fiscals per persona era de 26.012 €.

### Activitats econòmiques
Dels 80 establiments que hi havia el 2007, 3 eren d'empreses alimentàries, 5 d'empreses de fabricació d'altres productes industrials, 19 d'empreses de construcció, 25 d'empreses de comerç i reparació d'automòbils, 2 d'empreses de transport, 3 d'empreses d'hostatgeria i restauració, 2 d'empreses d'informació i comunicació, 2 d'empreses immobiliàries, 9 d'empreses de serveis, 5 d'entitats de l'administració pública i 5 d'empreses classificades com a «altres activitats de serveis».
Dels 26 establiments de servei als particulars que hi havia el 2009, 1 era una oficina de correu, 3 tallers de reparació d'automòbils i de material agrícola, 4 paletes, 2 fusteries, 1 lampisteria, 6 electricistes, 2 empreses de construcció, 3 perruqueries, 2 restaurants, 1 agència immobiliària i 1 saló de bellesa.
Dels 7 establiments comercials que hi havia el 2009, 1 era un hipermercat, 1 una botiga de més de 120 m², 1 una botiga de menys de 120 m², 1 una fleca, 1 una llibreria, 1 una botiga d'electrodomèstics i 1 una joieria.
L'any 2000 a Pers-Jussy hi havia 29 explotacions agrícoles que ocupaven un total de 940 hectàrees.

## Equipaments sanitaris i escolars
L'únic equipament sanitari que hi havia el 2009 era una farmàcia.
El 2009 hi havia 1 escola maternal i 2 escoles elementals.

## Poblacions més properes
El següent diagrama mostra les poblacions més properes.